# (37022) Robertovittori
(37022) Robertovittori (2000 UT1) – planetoida z pasa głównego asteroid, okrążająca Słońce w ciągu 4,71 lat w średniej odległości 2,81 j.a. Odkryta 22 października 2000 roku.